# Nervo

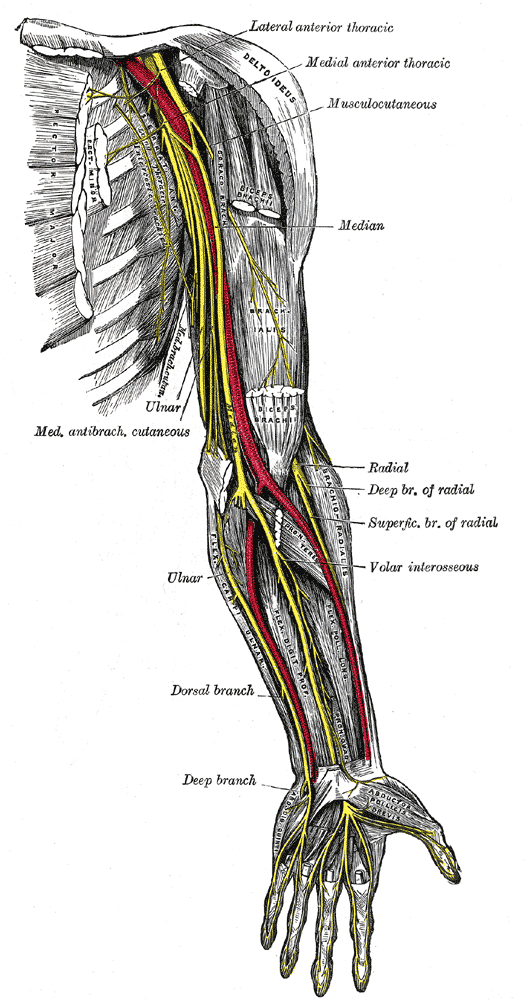
Detalhe (em amarelo) da distribuição de nervos em um braço humano

Os nervos são estruturas anatômicas, formadas a partir do prolongamento de múltiplos axônios, responsáveis por conduzir os impulsos elétricos nervosos aferentes, de todas as partes do corpo para o sistema nervoso central (denomina-se sistema nervoso central o conjunto formado pelo encéfalo e pela medula espinhal) e eferentes, que saem do sistema nervoso central e enviam impulsos nervosos para diversas partes do corpo.
Os nervos, juntamente com gânglios nervosos e os órgãos terminais, constituem o sistema nervoso periférico. Os nervos podem ser classificados de acordo com sua origem: nervos cranianos (doze pares de nervos ligados ao encéfalo) e nervos espinhais (31 pares ligados à medula).
Os nervos também podem ser classificados de acordo com a função que desempenham: nervos sensitivos (aferentes) e nervos motores (eferentes). Os nervos sensitivos são aqueles que conduzem mensagens de órgãos do corpo (como a pele, músculos, articulações e também os outros órgãos dos sentidos) para o sistema nervoso central. Já os nervos motores, ou nervos eferentes, levam mensagens do sistema nervoso central para os órgãos efetores, como músculos ou glândulas. Também existem os nervos mistos, que contém prolongamentos sensitivos e motores,

## Anatomia
As fibras nervosas que formam o nervo são sustentadas e protegidas por três revestimentos de tecido conjuntivo: endoneuro, tecido conjuntivo delicado que circunda imediatamente as células do neurolema e os axônios. Perineuro é uma  camada  de  tecido  conjuntivo  denso  que  envolve  um  fascículo  de  fibras  nervosas  periféricas, proporcionando uma barreira efetiva contra a penetração das fibras nervosas por substâncias estranhas. Epineuro é  uma  bainha  de  tecido  conjuntivo  espesso  que  circunda  e  encerra  um  feixe  de  fascículos,  formando  o revestimento mais externo do nervo; inclui tecido adiposo, vasos sanguíneos e linfáticos. Dentro do endoneuro, as fibras nervosas individuais são cercadas por um líquido de baixa proteína chamado fluido endoneural. Este age de forma semelhante ao líquido cefalorraquidiano no sistema nervoso central e constitui uma barreira nervo-sanguínea semelhante à barreira hematoencefálica. As moléculas são assim impedidas de cruzar o sangue para o fluido endoneural. Durante o desenvolvimento de edema nervoso por irritação nervosa ou (lesão), a quantidade de líquido endoneural pode aumentar no local da irritação. Este aumento no flúido pode ser visualizado através de imagens de ressonância magnética.
Os nervos são organizados como um cabo telefônico: os axônios assemelham-se a fios individuais isolados pelo neurolema e endoneuro; os fios isolados são reunidos pelo perineuro e os feixes são circundados pelo epineuro, que forma o revestimento externo  do  cabo. É  importante  distinguir  entre  fibras nervosas  e nervos, que às vezes são  representados como sendo uma única e mesma coisa.
Os nervos espinhais originam-se na medula  espinhal como radículas, que convergem para formar duas raízes nervosas. Uma raiz anterior (ventral), formada por fibras motoras (eferentes) que saem dos corpos das células nervosas no corno anterior da substância cinzenta da medula espinhal para órgãos efetores situados na periferia. Uma raiz posterior (dorsal), formada por fibras sensitivas (aferentes) dos corpos celulares no gânglio (sensitivo) espinhal ou  gânglio da raiz posterior (dorsal) que  possuem dois prolongamentos, um que se estende em direção à periferia, até terminações sensitivas, e outro que se estende centralmente até o corno posterior de substância cinzenta da medula espinhal.
As raízes nervosas posteriores e anteriores se unem, dentro ou imediatamente proximais ao forame intervertebral,  para formar um nervo espinhal misto (motor e sensitivo). O nervo misto se divide em dois ramos: um ramo posterior (dorsal) e um ramo anterior (ventral), estes conduzem informação tanto motora quanto sensitiva, bem como seus ramos subsequentes. Os termos nervo motor e nervo sensitivo são quase sempre relativos, referindo-se à maioria dos tipos de fibras conduzidas por aquele nervo. Os nervos que suprem músculos do tronco ou dos membros (nervos  motores) também contêm cerca de 40% de fibras sensitivas que conduzem  informações álgicas e proprioceptivas. Por outro lado, os nervos cutâneos (sensitivos) contêm fibras motoras que suprem as glândulas sudoríferas e o músculo liso dos vasos sanguíneos e folículos pilosos. 
Os nervos são categorizados em três grupos com base na direção em que os sinais são conduzidos:
- Os nervos aferentes conduzem sinais de neurônios sensoriais ao sistema nervoso central, por exemplo, dos mecanorreceptores na pele.
- Os nervos eferentes conduzem sinais do sistema nervoso central ao longo dos neurônios motores para os músculos e glândulas alvo.
- Os nervos mistos contêm axônios aferentes e eferentes e, portanto, conduzem as informações sensoriais recebidas e os comandos musculares de saída no mesmo pacote.

Os nervos podem ser categorizados em dois grupos com base no local onde eles se conectam ao sistema nervoso central:
- Os nervos espinhais inervam (distribuem/estimulam) a maior parte do corpo e se conectam através da coluna vertebral à medula espinhal e, portanto, ao sistema nervoso central. Eles recebem designações de número de letras de acordo com a vértebra através das quais se conectam à coluna vertebral.
- Os nervos cranianos inervam partes da cabeça e se conectam diretamente ao cérebro (especialmente ao tronco encefálico). Normalmente, eles são atribuídos números romanos de 1 a 12, embora o nervo craniano zero seja por vezes incluído. Além disso, os nervos cranianos têm nomes descritivos.

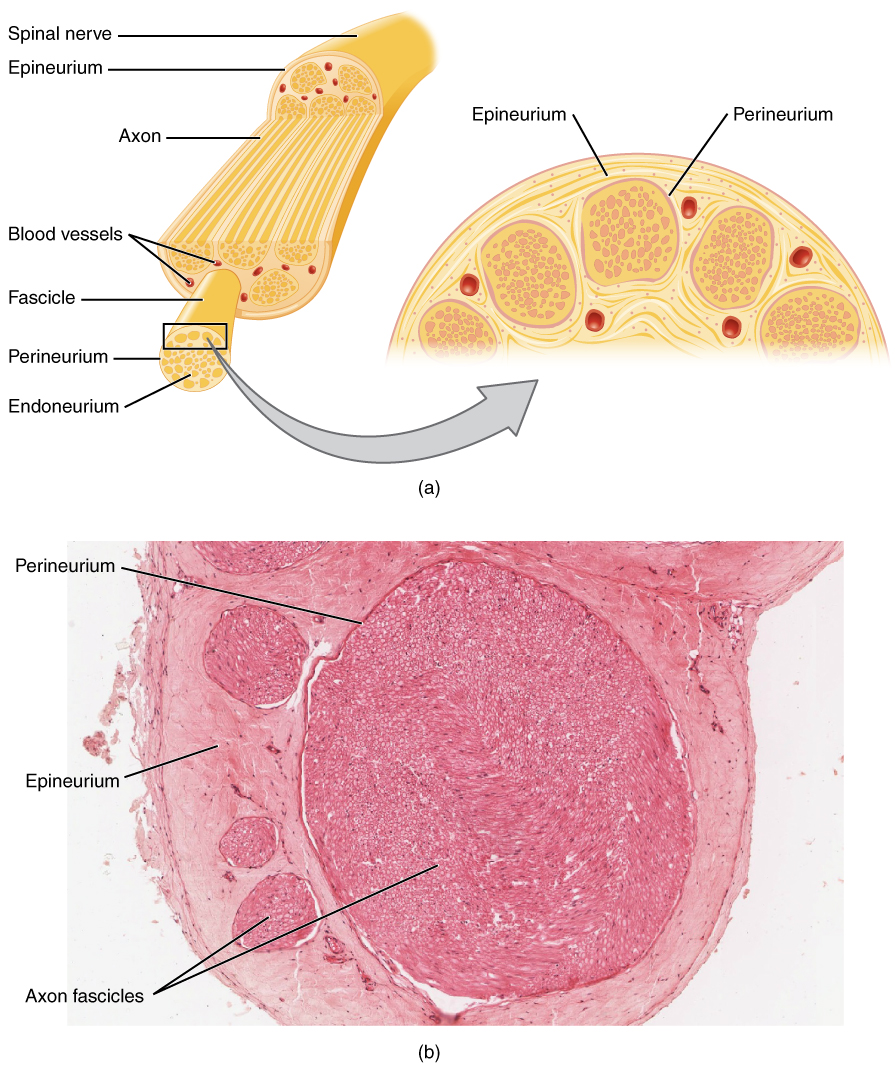
Corte transversal de um nervo

## Fisiologia
Os nervos podem ser categorizados em dois grupos com base na função: uma fibra nervosa aferente conduz a informação sensorial de um neurônio sensitivo ao sistema nervoso central, onde a informação é então processada. Pacotes de fibras ou axônios, no sistema nervoso periférico são chamados nervos, e feixes de fibras aferentes são conhecidos como nervos sensoriais. Uma fibra nervosa eferente conduz sinais de um neurônio motor no sistema nervoso central aos músculos. Os lotes dessas fibras são conhecidos como nervos eferentes.
A mensagem conduzida através dos nervos, chamada de impulso nervoso, propaga-se rapidamente através do axônio. Quando o impulso nervoso chega à ponta do axônio, ocorre um fenômeno químico no qual vesículas microscópicas (neurotransmissores) são liberadas, ativando receptores localizados nos dendritos do neurônio seguinte. É importante frisar que o neurônio não mantém um contato direto com outro neurônio. Existe um espaço microscópico chamado sinapse entre o axônio de um neurônio (pré-sinaptico) e a estrutura seguinte (pós sináptica). É na sinapse que os neurotransmissores são liberados. As sinapses podem ser classificadas de acordo com o contato estabelecido. Podem ser: entre um axônio e um dendrito (axo-dentríticas); entre um axônio e o corpo celular de outro neurônio (axo-somáticas); entre um axônio e outro axônio (axo-axônica); entre um neurônio e músculo (neuro-muscular); entre um neurônio e glândulas (neuro-endócrina).
Esses impulsos são extremamente rápidos, com alguns neurônios mielinizados conduzindo a velocidades de até 120 m/s. Os impulsos viajam de um neurônio para outro atravessando uma sinapse, a mensagem é convertida de elétrica para química e depois volta a elétrica.

## Crescimento e estimulação
O crescimento do nervo normalmente termina na adolescência, mas pode ser reestimulado com um mecanismo molecular conhecido como sinalização de entalhe.

## Regeneração de fibras nervosas periféricas
Também foi descoberto através da pesquisa que se os axônios de um neurônio foram danificados, desde que o corpo celular do neurônio não seja danificado, os axônios regenerariam e refazem as conexões sinápticas com os neurônios com a ajuda das células da glia. Isso também é referido como neurorregeneração.
O nervo começa o processo destruindo o nervo distal ao local da lesão, permitindo que as células de Schwann, a lâmina basal e o neurilema perto da lesão comecem a produzir um tubo de regeneração. Os fatores de crescimento do nervo são produzidos, causando a brotação de brotos nervosos. Quando um dos processos de crescimento encontra o tubo de regeneração, ele começa a crescer rapidamente em direção ao seu destino original guiado todo o tempo pelo tubo de regeneração. A regeneração do nervo é muito lenta e pode levar até vários meses para completar. Embora este processo consiga reparar alguns nervos, ainda haverá algum déficit funcional, já que os reparos não são perfeitos.

## Sistema nervoso autônomo
Alguns nervos são responsáveis por comandar diversas funções do organismo sem que tomemos consciência, como por exemplo o controle da digestão, o batimento cardíaco, a pressão sanguínea, a temperatura corporal, dentre outras funções necessárias para a sobrevivência e manutenção do nosso corpo. Esse conjunto de nervos forma o sistema nervoso autônomo (SNA).
Os nervos do sistema nervoso autônomo podem ser categorizados em dois grandes grupos:
- Nervos do sistema nervoso simpático
- Nervos do sistema nervoso parassimpático. Esses dois sistemas funcionam de maneira antagônica, ou seja, enquanto um sistema é o responsável por conduzir impulsos nervosos que excitam as células receptoras, o outro inibe a estimulação dos receptores. Dessa maneira, cada órgão recebe os dois tipos de nervos.

O impulso nervoso que excita a célula receptora também é chamado de potencial de ação. Antes de ocorrer a excitação da célula receptora, a mesma se encontra em um estado conhecido como potencial de repouso.

## Arco reflexo
É uma resposta do sistema nervoso a um estímulo, qualitativamente invariável, involuntária e de importância fundamental para a postura e locomoção do animal além de ser utilizado para realizar um exame clínico do sistema nervoso.
Todos os arcos reflexos contém cinco componentes básicos necessários para sua função normal:
1. Receptor: captam alguma energia ambiental e a transformam em potencial de ação (ex: luz na retina, calor, frio e pressão na pele; estiramento pelos receptores do fuso muscular).
2. Nervo sensorial: conduz o potencial de ação do receptor até a sinapse no sistema nervoso central, entrando na medula pela raiz dorsal.
3. Sinapse: podendo ser monossináptica ou polissináptica.
4. Nervo motor: conduz o potencial de ação do sistema nervoso central para o órgão efetuador, saindo da medula pela raiz ventral. Transforma o impulso nervoso em ação mecânica.
5. Órgão alvo ou efetuador: normalmente o órgão alvo é um músculo.

Os reflexos podem ser classificados em monossinápticos e polissinápticos. Os reflexos monossinápticos, também chamados de reflexos simples, percorrem um único segmento do sistema nervoso central. Por outro lado, os reflexos polissinápticos percorrem múltiplos segmentos do sistema nervoso central.

## Importância clínica

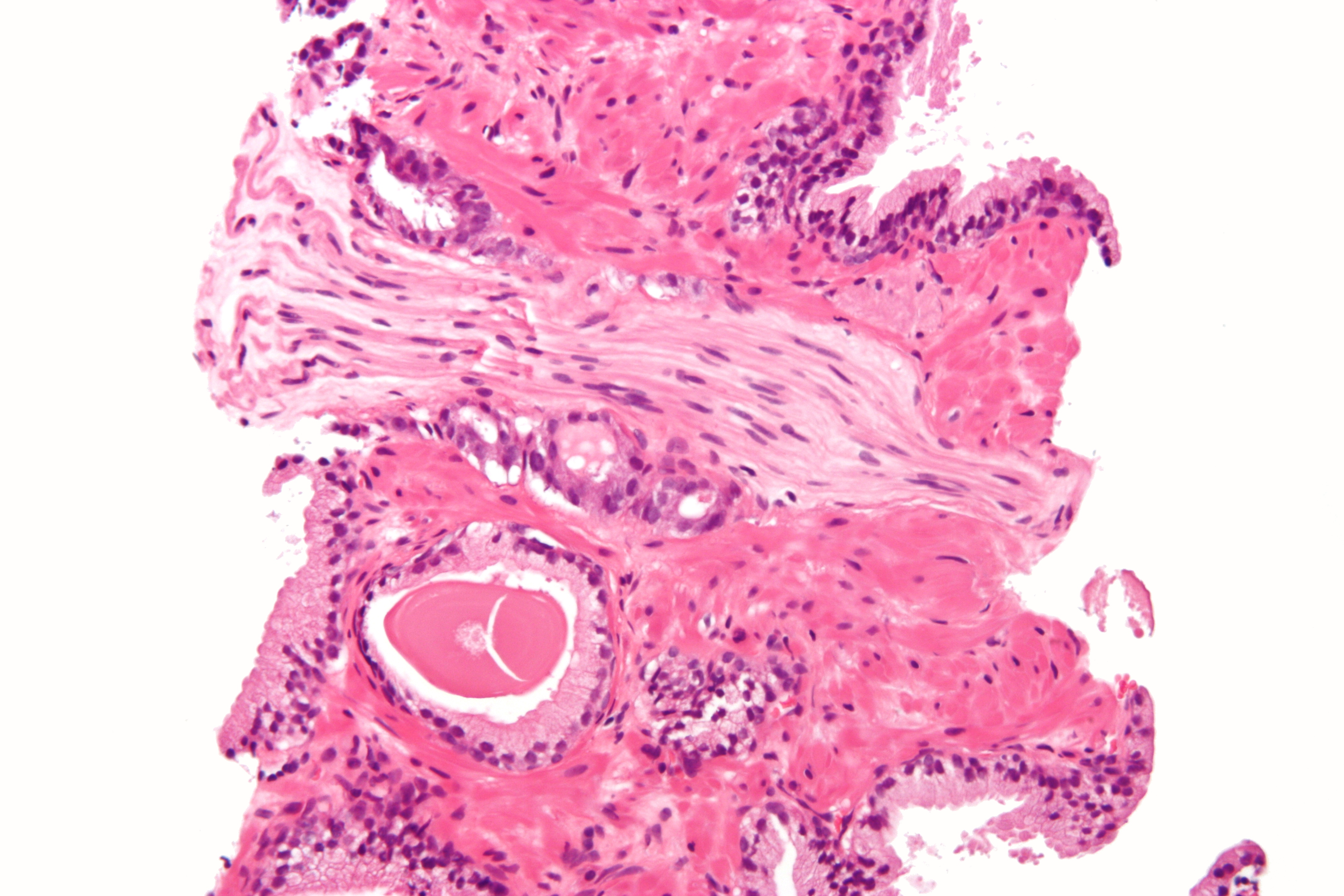
Micrografia demonstrando invasão perineural de câncer de próstata. H & E mancha.

O câncer pode se espalhar invadindo os espaços em torno dos nervos. Isto é particularmente comum no câncer de cabeça e pescoço e câncer de próstata e colorretal.
Danos aos nervos podem ser causados por lesões físicas, inchaço (por exemplo a Síndrome do túnel carpal), doenças auto-imunes (como a Síndrome de Guillain-Barré), diabetes ou falha dos vasos sanguíneos que irrigam o nervo. Nervos pinçados ocorrem quando pressão é aplicada ao nervo, usualmente por edemas causados por lesões ou gravidez. Dano nervoso ou nervos pinçados são usualmente acompanhados de dor, dormência, fraqueza ou paralisia. Os pacientes podem sentir estes sintomas em locais distantes do local realmente danificado, um fenômeno chamado de dor referida. Isto ocorre porque quando o nervo está danificado, a sinalização fica prejudicada em toda a área de que o nervo recebe impulsos e não apenas do local do dano.
A esclerose múltipla é uma doença associada a dano nervoso extensivo. Ocorre quando os macrófagos do próprio sistema imunológico de um indivíduo danificam as bainhas de mielina que isolam o axônio do nervo.
Os neurologistas geralmente diagnosticam distúrbios dos nervos por exame físico, incluindo o teste de reflexos, caminhadas e outros movimentos dirigidos, fraqueza muscular, propriocepção e sensação de toque. Este exame inicial pode ser seguido com testes como estudo de condução nervosa, eletromiografia (EMG) e tomografia computadorizada (CT).
A ciatalgia, por exemplo, que é caracterizada como sendo uma forte dor no nervo ciático (maior nervo do corpo humano), muito frequentemente é causada por uma compressão em um dos nervos que formam o ciático (geralmente causada por uma hérnia de disco), e não por uma compressão no nervo ciático propriamente dito. Apesar do nervo ciático não estar sofrendo nenhum tipo de compressão, a dor é sentida em seu trajeto, que se inicia na região lombar, percorrendo todo o membro inferior, com alguns ramos atingindo o hálux.
Outro exemplo é a poliomielite, que é provocada por um vírus que destrói os neurônios. Como consequência, ocorre a paralisia e atrofia dos músculos esqueléticos, podendo, inclusive, levar à morte.

## Tipos de lesões
Os três tipos de lesão aos nervos são neuropraxia, axonotmese e neurotmese. Embora a determinação do tipo de dano ao nervo geralmente seja feita de modo retrospectivo, o conhecimento da fisiopatologia de cada tipo é importante para a obtenção de um entendimento completo sobre a cicatrização de ramos nervosos.
Pesquisa e experiência clínicas têm mostrado que intervenções cirúrgicas para reparar nervos danificados têm mais sucesso quando realizadas pouco tempo após a ocorrência da lesão. Dessa forma, a compreensão dos vários tipos de danos a nervos, especialmente os seus prognósticos, é importante uma vez que possibilita ao clínico decidir quando o encaminhamento para cirurgia de nervos periféricos é justificada. Após a secção de um nervo, ocorre uma degeneração do axônio, denominada degeneração Walleriana.

### Neuropraxia
Neuropraxia, a forma menos grave de lesão do nervo periférico, é a contusão de um nervo no qual a manutenção da continuidade da bainha epineural e dos axônios é mantida. Trauma contuso ou tração (ou seja, esticamento), inflamação ao redor de um nervo ou isquemia local podem produzir uma neuropraxia. Uma vez que não houve perda da continuidade axonal, recuperação espontânea completa da função nervosa geralmente ocorre em poucos dias ou semanas.

### Axonotmese
Axonotmese ocorre quando a continuidade dos axônios, mas não da bainha epineural, é perdida. Trauma contuso grave, esmagamento ou tração extrema de um nervo podem produzir esse tipo de lesão. Pelo fato de a bainha epineural ainda se manter intacta, a regeneração axonal pode ocorrer (mas nem sempre), com resolução da disfunção do nervo afetado num período entre 2 e 6 meses.

### Neurotmese
Neurotmese, o tipo mais grave de lesão a um nervo, implica numa perda completa de continuidade do nervo. Essa forma de dano pode ser produzida por fraturas onde os segmentos são empurrados totalmente para fora de sua posição normal, rupturas causadas por projéteis ou facas, ou por secção iatrogênica. O prognóstico para recuperação espontânea de nervos que tenham sofrido neurotmese é reservado, exceto se as terminações do nervo afetado tenham, de alguma forma, sido mantidas em proximidade e propriamente orientadas.

## Outros animais
Um neurônio é chamado de identificado se possui propriedades que o distinguem de qualquer outro neurônio nas mesmas propriedades animais, tais como localização, neurotransmissor, padrão de expressão gênica e conectividade, e se cada organismo individual pertencente à mesma espécie tiver exatamente um neurônio com o mesmo conjunto de propriedades. Nos sistemas nervosos dos vertebrados, muito poucos neurônios são "identificados" nesse sentido. Os pesquisadores acreditam que os humanos não têm nenhum, mas em sistemas nervosos mais simples, alguns ou todos os neurônios podem ser assim únicos.
Nos vertebrados, os neurônios identificados mais conhecidos são as gigantescas células Mauthner dos peixes. Cada peixe tem duas células Mauthner, localizadas na parte inferior do tronco encefálico, uma no lado esquerdo e uma à direita. Cada célula Mauthner tem um axônio que atravessa, inervando (estimulando) os neurônios no mesmo nível cerebral e, em seguida, viaja através da medula espinhal, fazendo numerosas conexões à medida que ele vai. As sinapses geradas por uma célula de Mauthner são tão poderosas que um único potencial de ação dá origem a uma resposta comportamental importante: em milissegundos, o peixe curva seu corpo em forma de C e, em seguida, endireita, propulsando-se rapidamente para a frente. Funcionalmente, esta é uma resposta de fuga rápida, desencadeada com facilidade por uma forte onda sonora ou onda de pressão que invade o órgão da linha lateral do peixe. As células de Mauthner não são os únicos neurônios identificados no peixe - existem cerca de 20 tipos mais, incluindo pares de "análogos de células Mauthner" em cada núcleo segmentar espinhal. Embora uma célula Mauthner seja capaz de provocar uma resposta de escape por si só, no contexto do comportamento comum, outros tipos de células geralmente contribuem para moldar a amplitude e a direção da resposta.
As células Mauthner foram descritas como neurônios de comando. Um neurônio de comando é um tipo especial de neurônio identificado, definido como um neurônio que é capaz de conduzir um comportamento específico por si só. Tais neurônios aparecem mais comumente nos sistemas de evasão rápida de várias espécies - o axônio gigante das lulas e a sinapse gigante das lulas, usado para experiências pioneiras em neurofisiologia por causa de seu enorme tamanho, ambos participam do circuito de fuga rápido das lulas. O conceito de neurônio de comando, no entanto, tornou-se controverso, por causa de estudos que mostram que alguns neurônios que inicialmente pareciam adequados à descrição eram realmente capazes de evocar uma resposta em um conjunto limitado de circunstâncias.
Em organismos de simetria radial, as redes nervosas servem para o sistema nervoso. Não há cérebro ou região central centralizada, e, em vez disso, há neurônios interligados espalhados nas redes nervosas. Estes são encontrados em Cnidaria, Ctenophora e Echinodermata.